# 邱昌渭
邱昌渭（1898年10月18日—1956年7月24日），字毅吾。湖南省芷江縣人。民國37年（1948年）在湖南省第七選區當選第一屆立法委員。

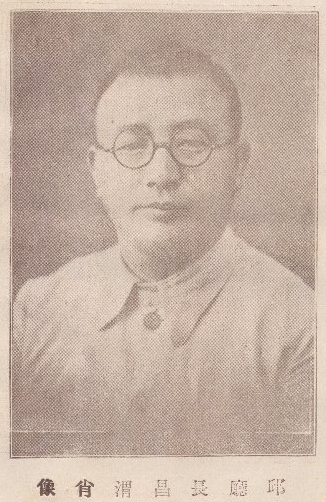

## 生平[1]
- 美國波莫納學院學士、哥倫比亞大學哲學博士
- 瀋陽東北大學法學院政治學系教授、漢口外交特派員公署、北京大學政治學系主任、廣州中山大學政治系教授兼任第四集團軍總部高等顧問、第四集團軍秘書處處長、廣西省政府秘書長
- 民國21年1月18日（1932），任外交部祕書[2]
- 民國21年3月28日（1932），呈請辭職免外交部總務司祕書[3]
- 民國25年10月2日（1936），任廣西省政府委員兼廣西省政府教育廳廳長[4]
- 民國28年6月24日（1939），另有任用免兼廣西省政府教育廳廳長[5]
- 民國28年6月24日（1939），任廣西省政府民政廳廳長[5]
- 民國28年8月11日（1939），派廣西省普通考試典試委員[6]
- 民國29年1月15日（1940），派國民大會廣西省代表選舉總監督[7]
- 民國32年2月1日（1943），另有任用免兼廣西省政府民政廳廳長[8]
- 民國32年10月4日（1943），呈請辭職免廣西省政府委員[9]
- 民國35年10月3日（1946），派行政院綏靖區政務委員會委員[10]
- 民國35年10月23日（1946），派行政院綏靖區政務委員會副秘書長[11]
- 民國36年1月30日（1947），派行政院綏靖區政務委員會督察團第二組主任[12]
- 民國36年2月21日（1947），呈懇辭職免兼行政院綏靖區政務委員會副秘書長[13]
- 民國37年，當選立法委員，曾出席第一屆立法院第一會期外交委員會、國防委員會、財政及金融委員會
- 民國39年3月20日（1950），呈請辭職免總統府秘書長[14]
- 民國43年8月19日（1954），派四十三年公務人員高等考試典試委員[15]
- 民國43年10月9日（1954），特派光復大陸設計研究委員會秘書長[16]
- 民國44年8月25日（1955），派四十四年公務人員高等考試典試委員[17]